# Eleição para mesa diretora do Senado Federal do Brasil em 2015
A eleição para a mesa diretora do Senado Federal do Brasil ocorreu nos dias 1, 3 e 4 de fevereiro de 2015, e resultou na eleição do presidente e de dois vice-presidentes, dos cargos de 1º, 2º, 3º e 4º Secretário da mesa e dos seus respectivos suplentes.
A eleição para a presidência do Senado Federal ocorreu no dia 1 de fevereiro e reelegeu Renan Calheiros para o cargo. O presidente e os demais cargos da Mesa Diretora são eleitos com a maioria absoluta dos votos (ou seja, 50% mais um dos votos válidos).
Concorreram os senadores Renan Calheiros (PMDB-AL) e Luiz Henrique da Silveira (PMDB-SC), sendo que este foi candidato avulso pelo PMDB com apoio dos partidos de oposição.

## Resultados

### Presidente
| Candidato       | Número de Votos | Partido | UF             | %      |
| --------------- | --------------- | ------- | -------------- | ------ |
| Renan Calheiros | 49              | PMDB    | Alagoas        | 60,49% |
| Luiz Henrique   | 31              | PMDB    | Santa Catarina | 38,27% |
| Nulo            | 1               | -       | -              | 1,23%  |
| TOTAL           | 81              | -       | -              | 100%   |

| Partido | Partido | Candidato  | Votos | Votos (%) |
| ------- | ------- | ---------- | ----- | --------- |
|         | PMDB-AL | Renan      | 49    | 60,49%    |
|         | PMDB-SC | Luiz       | 31    | 38,27%    |
|         | —       | Abstenções | 1     | 1,23%     |
| Totais  | Totais  | Totais     | 81    |           |